# パンデイロ
パンデイロ（ポルトガル語：pandeiro）は、一般に、サンバやボサノヴァ、ショーロなどで用いられるブラジルのフレームドラムである。ただしポルトガル語ではタンバリンを含むジングル（プラチネイラ）が付いたフレームドラム全般をこう呼ぶ。カタカナ転写のゆらぎで「パンデーロ」「パンディロ」などと表記される場合があるが、本稿では固有名詞や引用以外はパンデイロに統一する。
プラチネイラといわれる金属円盤（いわゆるジングル）の響きが通常のタンバリンよりも少なくなっており、これによって細かいリズムを明瞭に出すことができる。
また、皮の張力を変化させて、音の高さを変えることができる。高音、中音、低音の3要素を持つことにより様々なリズムの表現が可能だがレガートの表現が難しいため4ビートを表現しづらいなどの難点もある。
演奏する音楽やスタイルによって大きさ（インチ）や、ヘッドといわれる叩く表面の材質も異なる。たとえば、ショーロでは10インチ程度の大きさで枠は軽い木枠、ヘッドは山羊の革のものがよく使われるが、パゴーヂといわれるサンバなどでは10～12インチで合板の枠で、ヘッドはナイロン、いわゆるプラヘッドのものがよく使われる。
一般的なハンドパーカッションと同様にドラムセットに組み込まれることもある。スネアスタンドに取り付けたり、改造して既存のスタンドに取り付ける。また、ドラムセットに取り付ける金具が装着された製品も販売されている。キックペダルに取り付けバスドラムとしても利用される。
カーニバル・パレードでは、かつては楽器として演奏しながら行進していた。パンデイロはスルドが発明され使われるまでは、最も低い音としてサンバの基礎的な楽器であった。しかしさまざまな楽器が発明・使用され、打楽器隊の人数が増加すると、周りの楽器の大音量にパンデイロの音が掻き消され本来の演奏が活かされなくなった。
そのため、マラバリスタといって（マラバリズム＝ジャグリング、曲芸師）のように指先で回したり、空中へ高く投げてキャッチしたりするなど、専らパフォーマンス用として使われる役割が大きくなった。しかし更に最近では行進を妨げるので、このマラバリスタも少なくなってきている。
パンデイロ奏者としてはマルコス・スザーノが有名。他にはショーロ演奏のジョルジーニョ・ド・パンデイロ、ブラジル北東部の音楽フォホーで有名なジャクソン・ド・パンデイロなどが有名。日本人のプロのパンデイロ奏者としては、安井源之新、小澤敏也、長岡敬二郎が有名である。